# Pietro Scamuzzi
Pietro Scamuzzi, detto Piero (Cuccaro Monferrato, 1915 – Alessandria, 16 febbraio 1999), è stato un cestista, allenatore di calcio e dirigente sportivo italiano.

## Biografia
Cestista in gioventù, fu poi preparatore e allenatore di squadre di calcio professionistiche e insegnante di educazione fisica nelle scuole alessandrine.
Morì a 83 anni per un infarto.

## Carriera

### Pallacanestro

#### Giocatore
In gioventù fu cestista nelle file della Saves Alessandria, compagine militante nei principali campionati nazionali negli anni Quaranta; fu compagno di squadra dell'azzurro Ezio Mantelli.

### Calcio

#### Preparatore ed allenatore
Preparatore dell'Alessandria nei primi anni Cinquanta, colse poi vari successi alla prima esperienza da allenatore con la Novese, con cui vinse il campionato ligure di Promozione 1953-1954 e conseguì il secondo posto nel successivo campionato di IV Serie.
All'inizio della stagione 1955-1956 fu reingaggiato dall'Alessandria nel ruolo di allenatore, primo tecnico della gestione di Silvio Sacco; per La Stampa dell'epoca Scamuzzi confidava nel «poter portare il suo complesso ad un rendimento d'insieme tale da potergli garantire vita tranquilla nel campionato di Serie B». Il giornalista Gianni Pignata ne parlò come di un «allenatore appassionato, ma non dotato di sufficiente autorità», e una negativa partenza in campionato (un pareggio e quattro sconfitte) lo spinsero alle dimissioni, il successivo 17 ottobre. Fu rimpiazzato da Mario Sperone.
Nel 1956-1957 fu ingaggiato dalla Pro Vercelli, in IV Serie; anche in questa occasione fu esonerato e sostituito in aprile da Paolo Todeschini, che al termine del campionato conquistò la promozione in C.
Nella stagione 1958-1959 allenò la Valenzana, nel Campionato Dilettanti, in un campionato dai «risultati non molto brillanti».
Tornò in seguito a lavorare per l'Alessandria nella stagione 1963-1964, sostituendo dal 4 dicembre 1963 fino a fine stagione Valentino Sala nel ruolo di direttore tecnico.

## Palmarès

### Allenatore

#### Competizioni regionali
- Promozione: 1

Novese: 1953-54